# De ave phoenice
De ave phoenice è un'elegia latina sulla mitica fenice, attribuita a Lattanzio.

## Autore e datazione
L'attribuzione a Lattanzio si basa su quanto riportato da due dei tre codici più antichi; poiché questi risalgono però non prima dell'VIII secolo, non è stata universalmente accettata. In particolare, il fatto che san Girolamo non citi il poema elencando le opere di Lattanzio nel De viris illustribus è stato addotto quale argomento contro la paternità lattanziana.
L'attribuzione fu a lungo controversa anche perché il poema non contiene espliciti riferimenti alla fede cristiana di Lattanzio. La spiegazione tradizionale della mancanza di elementi cristiani era che Lattanzio avrebbe composto l'elegia prima della sua conversione, che avvenne quando l'autore era aveva circa cinquant'anni, collocando così la sua composizione poco prima dell'anno 300.
Secondo altri critici, invece, il componimento sarebbe effettivamente sia di Lattanzio sia cristiano, ma in forma volutamente celata: si tratterebbe di una reinterpretazione della mitica fenice come allegoria della risurrezione di Gesù.

## Fortuna
Circa un secolo dopo, Claudiano compose un poema di analogo argomento, chiaramente debitore al carme precedente, mentre sul finire del VI secolo Gregorio di Tours lo citò e attribuì esplicitamente a Lattanzio nel De cursu stellarum ratio.
Il poema ricopre una certa importanza quale uno dei primi esempi a noi noti di poesia cristiana in lingua latina.
L'editio princeps si ebbe a Roma nel 1468, all'interno della cosiddetta editio Romana delle opere di Lattanzio, da parte di Sweynheym e Pannartz, ristampa ampliata della loro edizione sublacense del 1465, la quale a sua volta era stata uno dei primi libri stampati in Italia.

## Edizioni
Edizioni critiche
- Samuel Brandt (ed.) L. Caeli Firmiani Lactanti opera omnia. Accedunt carmina eius quae feruntur et L. Caecilii qui inscriptus est De mortibus persecutorum liber ( = Corpus scriptorum ecclesiasticorum latinorum  27), 1893, pp. 135–147 (On-line)

Edizioni italiane
- Claudio Claudiano, Phoenix (con un saggio introduttivo contenente testo e traduzione del carme di Lattanzio), All'insegna del Veltro, Parma 2018